# Adoretus goudoti
Adoretus goudoti är en skalbaggsart som beskrevs av Ohaus 1912. Adoretus goudoti ingår i släktet Adoretus och familjen Rutelidae. Inga underarter finns listade i Catalogue of Life.